# 斯拉蒂納
斯拉蒂納（Slatina）是羅馬尼亞的一個城市。屬奧爾特尼亞地區。是奧爾特縣的縣府所在地。位於奧爾特河河畔。首次見於記載於1368年。當地有東南歐最大的一家鋁制品生產工廠。此外斯拉蒂納還有一家職業足球俱樂部，目前正在參加羅馬尼亞的丙級足球聯賽。